# Gerichtskommission der Vereinigten Bundesversammlung
Die Gerichtskommission (GK) ist eine Kommission des schweizerischen Parlaments. Es handelt sich um eine Kommission der Vereinigten Bundesversammlung. Ihre Hauptaufgabe ist die Vorbereitung der Wahlen der Mitglieder der eidgenössischen Gerichte durch die Vereinigte Bundesversammlung.

## Aufgaben
Zuständigkeiten der Bundesversammlung werden in der Regel von den getrennt tagenden zwei Kammern des Nationalrates und des Ständerates wahrgenommen; für Beschlüsse der Bundesversammlung ist die Übereinstimmung beider Räte erforderlich (Art. 156 BV). Abweichend von dieser Regel entscheiden beide Räte in gemeinsamer Verhandlung als Vereinigte Bundesversammlung über bestimmte Beratungsgegenstände, insbesondere über die Wahlen, für die das Parlament zuständig ist (Art. 157 BV). Tagen die Räte getrennt, so beraten die Kommissionen der einzelnen Räte die Geschäfte vor und stellen ihrem Rat Antrag; versammeln sie sich hingegen als Vereinigte Bundesversammlung, so obliegt diese Aufgabe einer aus Mitgliedern beider Räte bestehenden Kommission der Vereinigten Bundesversammlung (ausser für die Wahlen der Mitglieder des Bundesrates und des Bundeskanzlers).
Die GK bereitet die Wahlen für folgende Ämter vor (Art. 40a ParlG):
- Richter der eidgenössischen Gerichte (Bundesgericht, Bundesstrafgericht, Bundesverwaltungsgericht, Bundespatentgericht, Militärkassationsgericht)

- Bundesanwalt und zwei stellvertretende Bundesanwälte
- Mitglieder der Aufsichtsbehörde über die Bundesanwaltschaft
- Eidgenössischer Datenschutz- und Öffentlichkeitsbeauftragter

Die GK schreibt offene Stellen für diese Ämter aus (ausser für die Aufsichtsbehörde über die Bundesanwaltschaft), führt Anhörungen mit den Kandidaten durch und unterbreitet der Vereinigten Bundesversammlung ihre Wahlvorschläge. Im Falle der Wiederwahl bisheriger Amtsträger prüft die Kommission in Zusammenarbeit mit den Geschäftsprüfungskommissionen und der Finanzdelegation, ob Gründe für eine Nichtwiederwahl vorliegen und stellt gegebenenfalls Antrag auf Nichtwiederwahl. Die GK stellte erstmals im Herbst 2019 einen derartigen Antrag auf Nichtwiederwahl. Der davon betroffene Bundesanwalt Michael Lauber wurde aber von der Vereinigten Bundesversammlung am 25. September 2019 knapp wiedergewählt.
Weitere Aufgaben:
- Vorbereitung einer Amtsenthebung eines von der Bundesversammlung gewählten Amtsträgers, falls das Gesetz diese Möglichkeit vorsieht (Art. 10 VGG, Art. 49 StBOG und Art. 14 PatGG). Das erste Mal wurde am 20. Mai 2020 ein Amtsenthebungsverfahren eröffnet. Der betroffene Bundesanwalt Michael Lauber trat in der Folge zurück.[2]
- Vorbereitung der Bestätigung durch die Bundesversammlung der Wahl eines Amtsträgers durch den Bundesrat (Art. 140 ParlG; zurzeit einziger Anwendungsfall: Direktor der Eidgenössischen Finanzkontrolle)
- Festlegung von Einzelheiten des Arbeitsverhältnisses der eidgenössischen Richter (Art. 2 Abs. 2 Richterverordnung), des Bundesanwalts und der stellvertretenden Bundesanwälte sowie des Eidgenössischen Datenschutz- und Öffentlichkeitsbeauftragten.

## Zusammensetzung
Die GK besteht aus zwölf Mitgliedern des Nationalrates und fünf Mitgliedern des Ständerates (Art. 39 Abs. 4 ParlG). Der Ständerat (46 Mitglieder) ist also gegenüber dem Nationalrat (200 Mitglieder) zwar überproportional vertreten, aber – wie auch im Plenum der Vereinigten Bundesversammlung – nicht gleichberechtigt, anders als bei den von beiden Räten getrennt zu behandelnden Beratungsgegenständen. 
Die Büros von Nationalrat und Ständerat wählen auf Vorschlag der Fraktionen die Mitglieder der GK aus ihrem Rat. Die Koordinationskonferenz (Verbindung beider Büros) wählt das Präsidium; abwechselnd kommen Nationalrat und Ständerat zum Zuge. Jede Fraktion hat Anspruch auf mindestens einen Sitz (Art. 40a Abs. 5 ParlG); im Übrigen richtet sich die Zusammensetzung nach der Stärke der Fraktionen im Rat (Art. 43 Abs. 3 ParlG).